# Shadingfield
Shadingfield – wieś w Anglii, w hrabstwie Suffolk, w dystrykcie East Suffolk. Leży 48 km na północny wschód od miasta Ipswich i 154 km na północny wschód od Londynu.